# 千佛山菩提寺

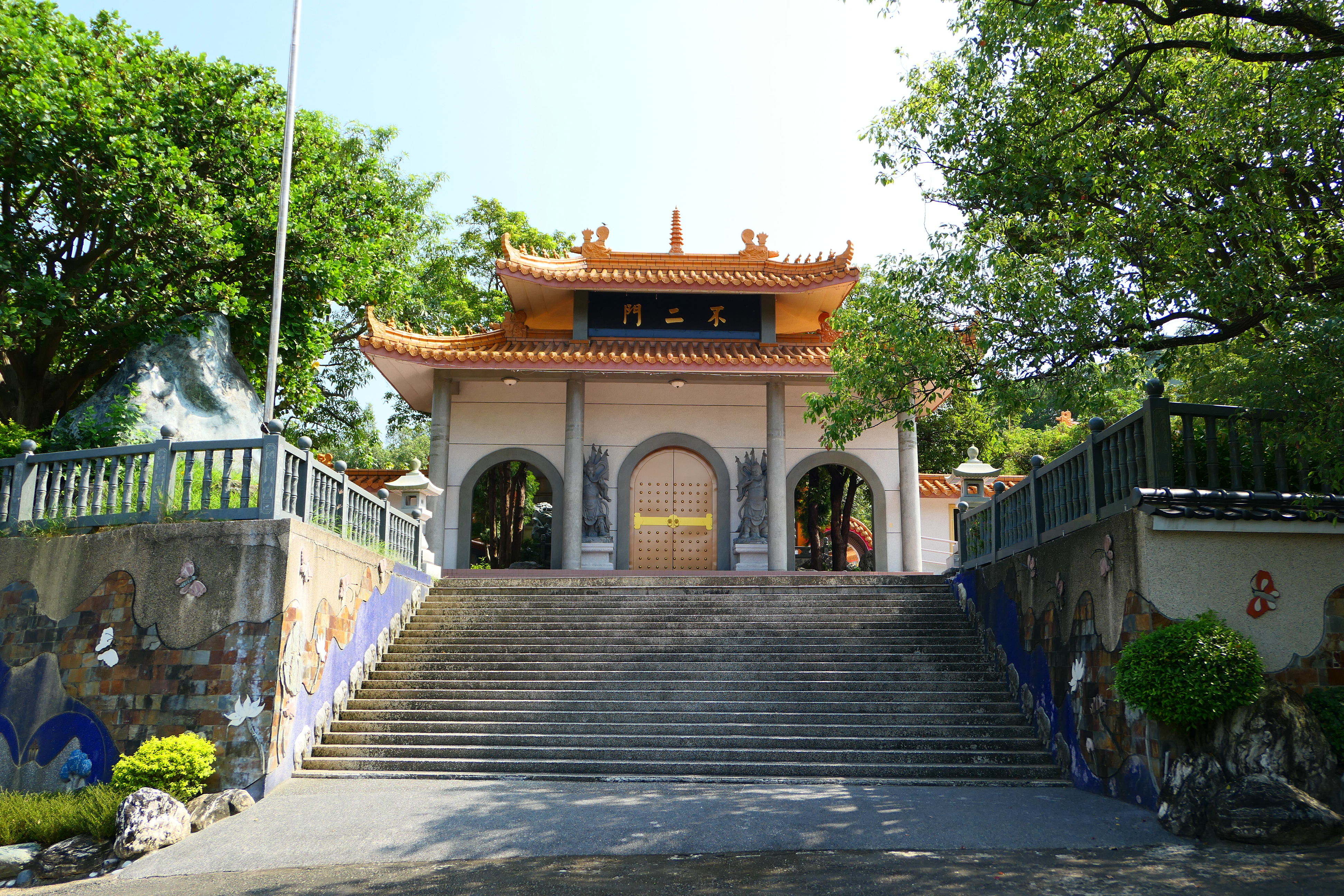
不二門

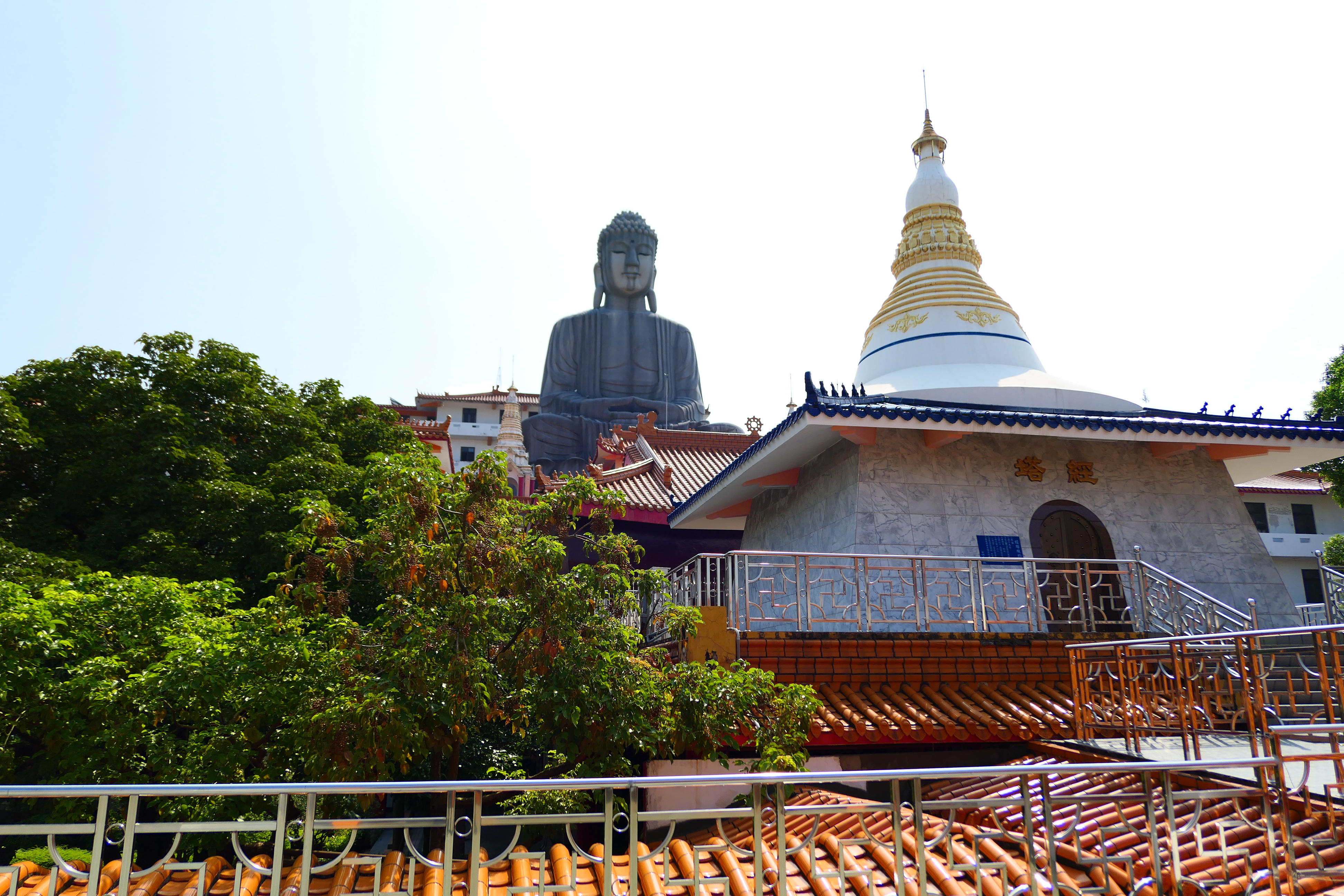
大佛與經塔

千佛山菩提寺，位於台南市關廟區。千佛山，舊名香洋山、大潭山，位於關廟區大潭埤後方的一群小山丘，山上原為台南軍人公墓，後白雲禪師在菩提寺擔任住持，將此地改名為千佛山，成為臨濟宗台灣千佛山派的總本山。

## 歷史
菩提寺創立於1969年，開山祖師為德泉法師，由信徒謝桂枝居士等人集資興建。在寺院大殿興建期間，德泉法師圓寂。1972年，大殿完工，謝桂枝居士禮請白雲禪師前來擔任住持。

## 特色建築
其特色乃是在尚未抵達菩提寺前，即有一座印入眼簾的大佛。整座寺廟給人的感覺是依山而建、佔地廣大、宏偉壯觀的，而且寺內僧人眾多。此外，寺內的建築是中國式建築與印度式建築相混合，也是該寺之特色之一。
此地除了菩提寺之外，還有佛學院。在寺中有亞洲最大的釋迦牟尼玉佛像，以及全台灣首座的金剛經塔。

## 外部連結
- 台灣大百科-千佛山菩提寺（页面存档备份，存于）
- 千佛山網站（页面存档备份，存于）